# Войтилівський заказник
Войтилівський заказник — гідрологічний заказник місцевого значення. Об'єкт розташований на території Лисянського району Черкаської області, село Войтилівка.
Площа — 12,8 га, статус отриманий у 1979 році.